# Herrarnas tvåmanna i bob vid olympiska vinterspelen 1994
Herrarnas tvåmannabobåkning i vinter-OS 1994 ägde rum i Lillehammer, Norge den 19-20 februari 1994. 

## Medaljörer
| Gren             | Guld                              | Silver                            | Brons                               |
| Herrar, tvåmanna | Schweiz Gustav Weder Donat Acklin | Schweiz Reto Götschi Guido Acklin | Italien Günther Huber Stefano Ticci |

## Resultat
| Placering | Lag                      | Idrottare                             | Tid     |
| 1         | Schweiz                  | Gustav Weder, Donat Acklin            | 3:30.81 |
| 2         | Schweiz                  | Reto Götschi, Guido Acklin            | 3:30.86 |
| 3         | Italien                  | Günther Huber, Stefano Ticci          | 3:31.01 |
| 4         | Tyskland                 | Rudi Lochner, Markus Zimmermann       | 3:31.78 |
| 5         | Österrike                | Hubert Schösser, Thomas Schroll       | 3:31.93 |
| 6         | Storbritannien           | Mark Tout, Lennox Paul                | 3:32.15 |
| 7         | Kanada                   | Pierre Lueders, David MacEachern      | 3:32.18 |
| 7         | Tjeckien                 | Jiří Džmura, Pavel Polomský           | 3:32.18 |
| 9         | Italien                  | Pasquale Gesuito, Antonio Tartaglia   | 3:32.45 |
| 10        | Storbritannien           | Sean Olsson, Paul Field               | 3:32.83 |
| 10        | Lettland                 | Zintis Ekmanis, Aldis Intlers         | 3:32.83 |
| 12        | Tyskland                 | Sepp Dostthaler, Bogdan Musiol        | 3:32.84 |
| 13        | USA                      | Brian Shimer, Randy Jones             | 3:32.85 |
| 14        | USA                      | Jim Herberich, Nathan Minton III      | 3:33.41 |
| 15        | Kanada                   | Christopher Lori, Glenroy Gilbert     | 3:33.49 |
| 16        | Lettland                 | Sandis Prusis, Adris Pluksna          | 3:33.58 |
| 17        | Österrike                | Kurt Einberger, Martin Schuetzenauer  | 3:33.69 |
| 18        | Japan                    | Naomi Takewaki, Hiroshi Suzuki        | 3:34.00 |
| 19        | Japan                    | Toshio Wakita, Takashi Ohori          | 3:34.10 |
| 20        | Tjeckien                 | Pavel Puskar, Jan Kobian              | 3:34.25 |
| 21        | Frankrike                | Christophe Flacher, Max Robert        | 3:34.30 |
| 22        | Sverige                  | Fredrik Gustafsson, Hans Byberg       | 3:34.53 |
| 23        | Frankrike                | Gabriel Fourmigue, Philippe Tanchon   | 3:34.80 |
| 24        | Nederländerna            | Rob Geurts, Robert Dewit              | 3:35.07 |
| 25        | Bulgarien                | Zvetozar Viktorov, Valentin Atanassov | 3:35.81 |
| 26        | Ryssland                 | Oleg Suchorutjenko, Andrej Gorohov    | 3:36.09 |
| 27        | Australien               | Justin Mcdonald, Glenn Carroll        | 3:36.47 |
| 28        | Ungern                   | Nicholas Frankl, Miklos Gyulai        | 3:37.06 |
| 29        | Ryssland                 | Vladimir Jefimov, Oleg Petrov         | 3:37.10 |
| 30        | Rumänien                 | Florian Enache, Mihai Dumitrascu      | 3:38.05 |
| 31        | Monaco                   | Albert Grimaldi, Gilbert Bessi        | 3:38.27 |
| 32        | Ukraina                  | Alexei Joukov, Alexandre Bortiouk     | 3:38.74 |
| 33        | Bosnien och Hercegovina  | Zdravko Stojnic, Zoran Sokolovic      | 3:39.07 |
| 34        | Grekland                 | Gregory Sebald, Christodoulos Marinos | 3:39.40 |
| 35        | Kinesiska Taipei         | Kuang-Ming Sun, Min-Jung Chang        | 3:39.44 |
| 36        | Armenien                 | Joseph Almasian, Kenneth Topalian     | 3:39.81 |
| 37        | Trinidad och Tobago      | Gregory Sun, Curtis Harry             | 3:40.24 |
| 38        | Amerikanska Jungfruöarna | Keith Sudziarski, Todd R. Schultz     | 3:40.78 |
| 39        | Amerikanska Samoa        | Tia Muagututia, Brad Kiltz            | 3:41.04 |
| 40        | Puerto Rico              | John Amabile, Jorge Bonnet            | 3:41.21 |
| 41        | San Marino               | Dino Crescentini, Mike Crocenzi       | 3:41.25 |
| 42        | Amerikanska Jungfruöarna | Zachary Zoller, Paul Zar              | 3:45.01 |
|           | Jamaica                  | Dudley Stokes, Wayne Thomas           | DQ      |